# عبادات یک
عباداتی_عبادات یک، روستایی از توابع عباداتِ2، بخش مرکزی شهرستان هفتکل در استان خوزستان ایران است.

## جمعیت
این روستا در دهستان گزین قرار دارد و براساس سرشماری مرکز آمار ایران در سال ۱۳۸۵، جمعیت آن ۱۱۶ نفر (۲۳خانوار) بوده‌است.